# Verwitterungsgrus

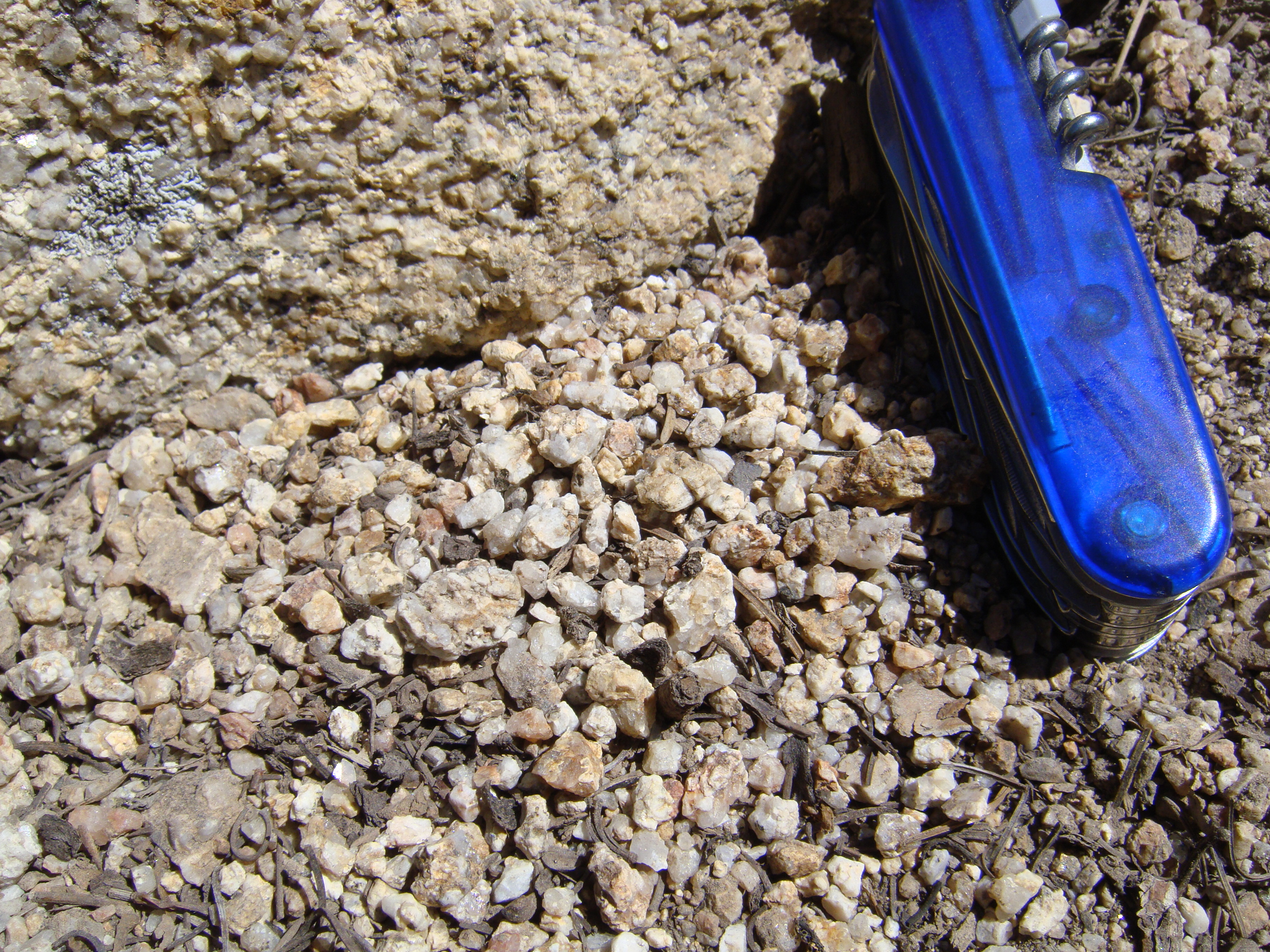
Nahaufnahme von Granitgrus in unmittelbarer Nachbarschaft seines Ausgangsgesteins (Taschenmesser zum Größenvergleich)

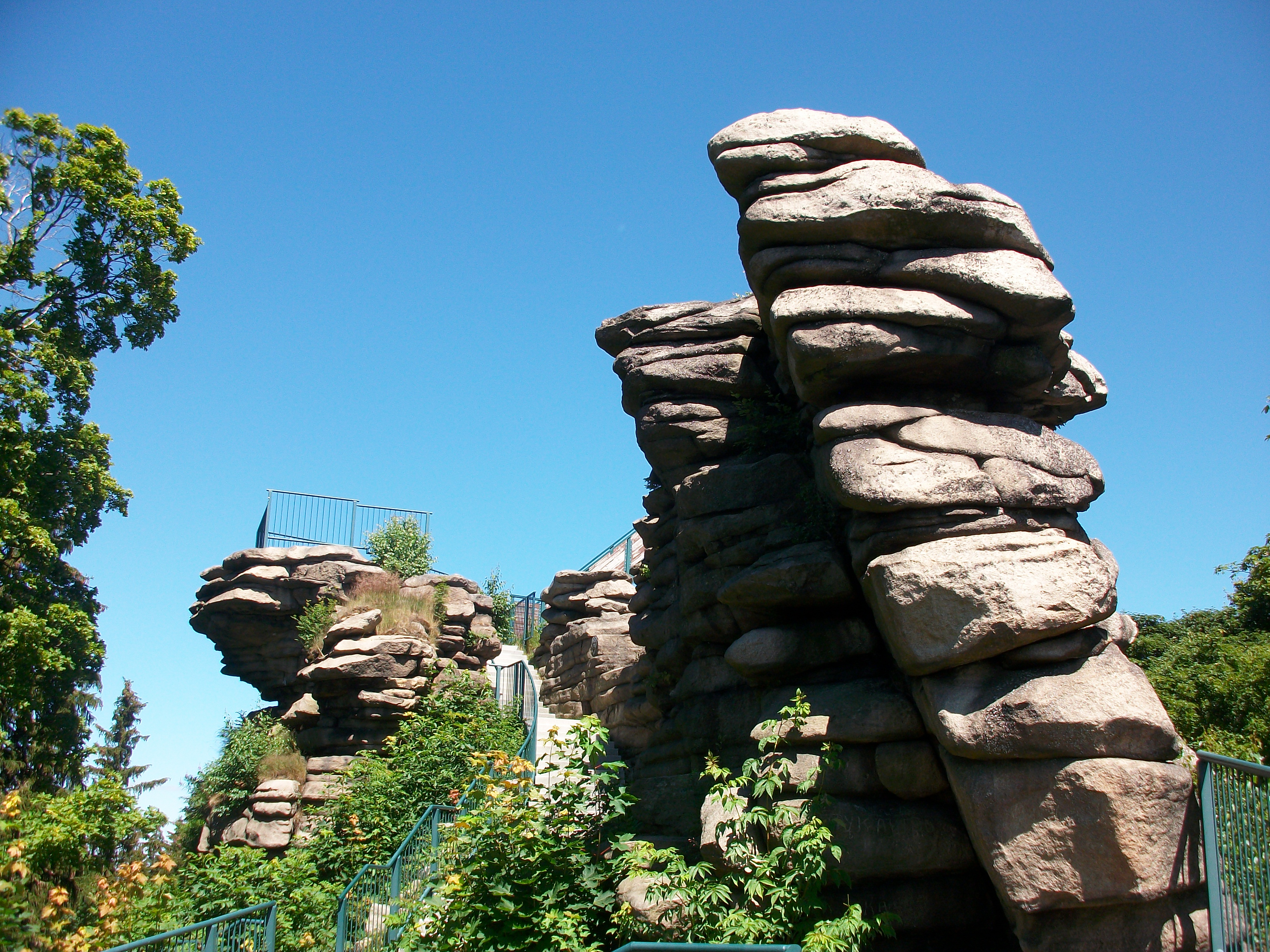
Wollsackverwitterung am Granit der Greifensteine (Erzgebirge)

Als Verwitterungsgrus, Gesteinsgrus oder kurz Grus (niederdeutsch) bezeichnet man ein Gemisch verschiedener, eckig-kantiger, unregelmäßig geformter Mineralkörner, das durch den verwitterungsbedingten Zerfall massiger Gesteine mit körnigem Gefüge entsteht. Die Korngröße von Grus reicht von 2 bis 6 mm Durchmesser (entspricht Feinkies). Der Zerfallsprozess wird als Abgrusung (oberflächlich) oder Vergrusung (tiefer reichend) bezeichnet.
Vergrusung betrifft meist Granite und chemisch ähnliche plutonische und metamorphe Gesteine, d. h. Granodiorite, Diorite sowie aus diesen hervorgegangene Gneise. Ursächlich ist oft Temperaturverwitterung: Bei starken Temperaturschwankungen dehnen sich die verschiedenen Minerale auf Grund unterschiedlicher Wärmeausdehnungskoeffizienten nicht in gleichem Maße aus, bzw. ziehen sich nicht in gleichem Maße zusammen, sodass sich die Verzahnung der Körner im Gesteinsgefüge allmählich lockert. Vergrusung kann aber auch durch Hydrolyse der Feldspäte und Glimmer erfolgen. Hierbei wird das Gefüge besonders durch die Umwandlung der Feldspäte in Tonminerale (Kaolinisierung) gelockert (in situ-Zerfall) und schließlich aufgelöst. Die Vergrusung setzt an der Oberfläche und in Klüften des Gesteinskörpers ein.
Vergrusung ist ein Prozess, der oft mit Wollsackverwitterung einhergeht. Dabei sind die von der Vergrusung weniger oder nicht betroffenen Bereiche stehen geblieben und können, sofern oberirdisch sichtbar, singuläre Felsengruppen bilden.